# 渋谷環
渋谷 環（しぶや たまき、Tamaki Shibuya）は、日本のギタリスト。

## 略歴
5歳の頃から父の渋谷忠三からギターを教わる。16歳で新人賞選考演奏会に挑んで新人賞を獲得。1979年に東京でリサイタルを開いてデビューした後は、スペインでホセ・ルイス・ゴンザレスやホセ・トーマスに師事。さらにイェラン・セルシェルのマスター・クラスを受講して11弦ギターも演奏するようになった。